# Tituly a vyznamenání Stanisława Szeptyckého

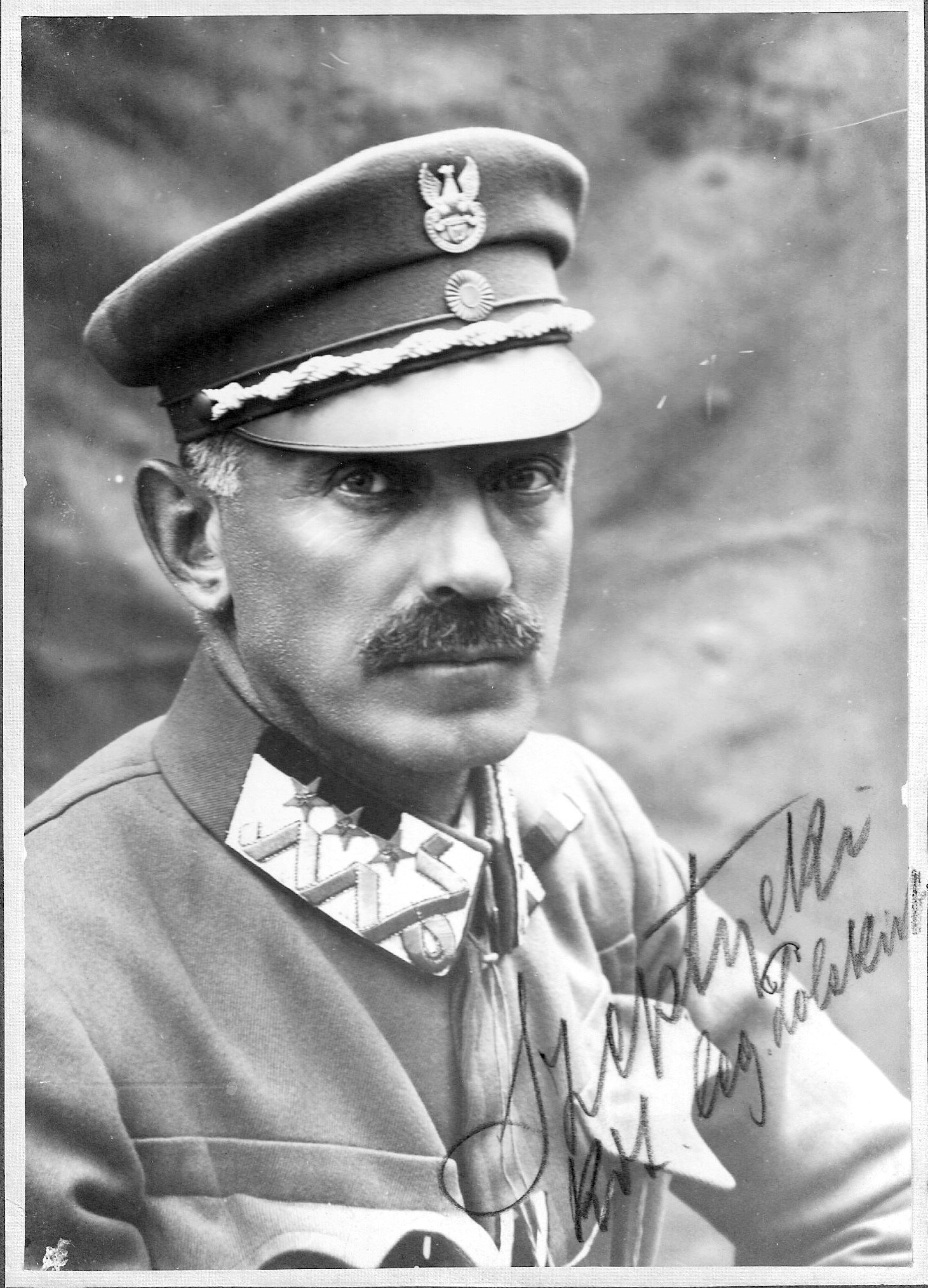
Stanisław Szeptycki

Stanisław Maria Jan Szeptycki byl polský generál, který během svého života obdržel řadu polských i zahraničních řádů a medailí.

## Vojenské hodnosti
- podporučík: 1888
- poručík: 1892
- kapitán II. třídy: 1898
- kapitán I. třídy: 1900
- major: 1. listopadu 1907
- podplukovník: 1. května 1911
- plukovník: 1. května 1914
- generálmajor: 28. dubna 1917
- divizní generál: 4. listopadu 1918
- generał broni

## Vyznamenání

### Polská vyznamenání
- komtur Řádu Virtuti Militari – 1922[1][2]
- stříbrný kříž Řádu Virtuti Militari – 1921[3][2]
- velkodůstojník Řádu znovuzrozeného Polska – 1925 – za vynikající služby v oblasti organizace a výcviku armády[2][4]
- komtur Řádu znovuzrozeného Polska – 1921 – za služby poskytované Polské republice v oblasti organizace vojsk[5][6]
- Kříž za chrabrost – udělen čtyřikrát – 1921, 1921, 1922 a 1922[7][8][9]
- zlatý Záslužný kříž[2][10]
- Pamětní medaile na válku 1918–1921[2]
- Medaile Desetiletí znovuzískané nezávislosti[2]
- Pamětní medaile za obranu Těšínského Slezska[11]

### Zahraniční vyznamenání
- Bavorské království
  -  Vojenský záslužný řád II třídy
  -  Řád svatého Jiří II. třídy[12]
- Estonsko
  -  Kříž svobody I. stupeň II. třídy – 2. června 1922[13][2]
- Francie
  -  komandér Řádu čestné legie – 1922[2][14]
  -  rytíř Řádu čestné legie – 1906[2][12]
- Italské království
  -  velkokříž Řádu italské koruny[2][15]
- Království Srbů, Chorvatů a Slovinců
  -  velkokříž Řádu svatého Sávy[2]
- Lotyšsko
  -  Vojenský Lāčplēsisův řád[2]
- Pruské království
  -  Železný kříž II. třídy
  -  Řád koruny II. třídy
- Rakousko-Uhersko
  -  Císařský rakouský řád Leopoldův III. třídy
  -  Řád železné koruny II. třídy
  -  Řád železné koruny III. třídy
  -  Řád Františka Josefa IV. třídy, vojenská divize
  -  Karlův vojenský kříž
  -  Záslužné vyznamenání Červeného kříže
  -  Vojenský záslužný kříž III. třídy
- Rumunsko
  -  velkokříž Řádu rumunské hvězdy[16]
- Ruské impérium
  -  Řád svatého Stanislava II. třídy – 1905[12]
  - Pamětní medaile na válku s Japonskem 1904–5[12]
  - Zlatá zbraň Za chrabrost – 1908[12]
- Spojené království
  -  čestný rytíř komandér Řádu lázně[2]
- Württemberské království
  -  Vojenský záslužný řád II. třdy